# Устеріківська сільська рада
| Устеріківська сільська рада — орган місцевого самоврядування у Верховинському районі Івано-Франківської області з адміністративним центром у с. Устеріки. Історична дата утворення: в 1700 році. Водоймища на території, підпорядкованій даній раді: річка Черемош. Сільській раді підпорядковані населені пункти: - с. Устеріки |

## Склад ради
Рада складається з 16 депутатів та голови.

### Керівний склад ради
| ПІБ                       | Основні відомості                                                                                   | Дата обрання | Дата звільнення |
| ------------------------- | --------------------------------------------------------------------------------------------------- | ------------ | --------------- |
| Бельмега Роман Васильович | Сільський голова, 1968 року народження, освіта, член Української Народної Партії                    | 26.03.2006   | 31.10.2010      |
| Бельмега Роман Васильович | Сільський голова, 1968 року народження, освіта середня спеціальна, член Української Народної Партії | 31.10.2010   |                 |

Примітка: таблиця складена за даними джерела

## Населення
Згідно з переписом УРСР 1989 року чисельність наявного населення сільської ради становила 778 осіб, з яких 333 чоловіки та 445 жінок.
За переписом населення України 2001 року в сільській раді мешкало 738 осіб.

### Мова
Розподіл населення за рідною мовою за даними перепису 2001 року:
| Мова       | Відсоток |
| ---------- | -------- |
| українська | 99,87 %  |
| російська  | 0,13 %   |